# Ostrołęckie Towarzystwo Naukowe im. Adama Chętnika

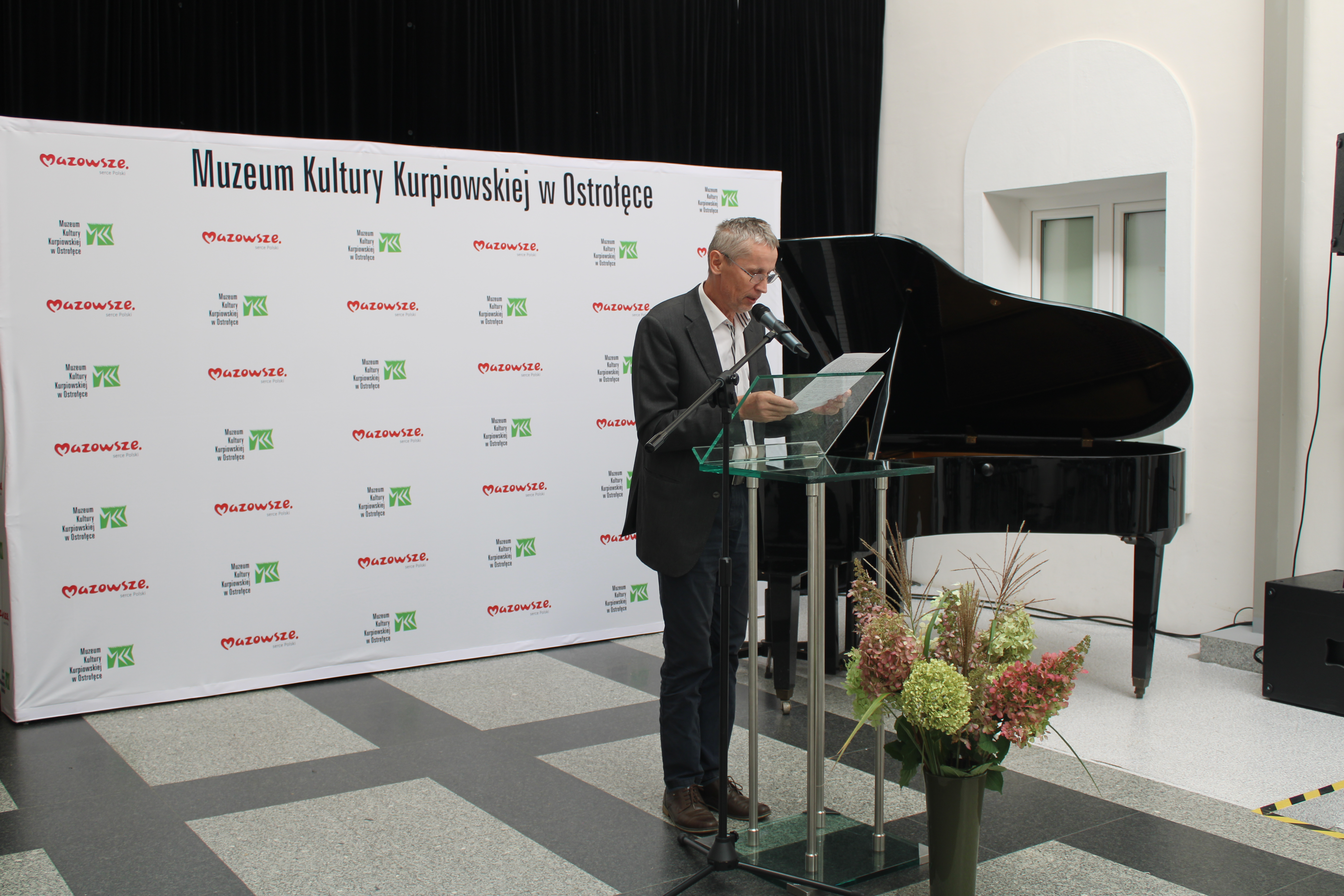
Prezes OTN Jan Mironczuk podczas konferencji naukowej "Ostrołęka na przestrzeni dziejów" (27 IX 2023, Ostrołęka)

Ostrołęckie Towarzystwo Naukowe im. Adama Chętnika – towarzystwo naukowe założone w Ostrołęce w 1986 r.

## Działalność
Inauguracja OTN miała miejsce 26 lutego 1986 r., a 4 października 1992 r. odbyła się uroczystość nadania towarzystwu imienia Adama Chętnika.
Celem jego istnienia jest inspirowanie do prowadzenia badań naukowych, ich organizowanie ze szczególnym uwzględnieniem historii Ostrołęki i regionu, a także integrowanie środowisk naukowych i regionalnych. Pod auspicjami towarzystwa wydawane są publikacje naukowe, organizowane konferencje naukowe, a także podejmowane działania na polu popularyzacji nauki. Obecnie OTN liczy 242 członków, a jego prezesem jest dr hab. prof. WSTS Jan Mironczuk.